# ميريكس
كان يُعتبر الميريكس مركب كلور عضوي سُوِقَ كمبيد حشري وحُظِرَ لاحقًا بسبب تأثيره على البيئة، وهي مادة صلبة بلورية بيضاء عديمة الرائحة مشتقة من حلقي البنتاديين، كما شاع استخدامه في السيطرة على النمل الناري؛ ولكن بسبب قوته الكيميائية وقابليته لإذابة الدهون (محب للدهن) اعُترِف به كملوث تراكمي أحيائي، ومع انتشار النمل الناري الأحمر المستورد شجع هذا الانتشار على استخدام الميريكس، كما أنه أيضا يقتل النمل المحلي الذي ينافس بشدة النمل الناري، وحظرت وكالة حماية البيئة الأمريكية استخدامه في عام 1976، وحظرته اتفاقية استكهولم بشأن الملوثات العضوية الثابتة أيضًا.

## إنتاج وتطبيقات
تم تصنيع الميريكس لأول مرة في عام 1946؛ لكن لم يُستخدم في تركيبات المبيدات الحشرية حتى عام 1955، وتم إنتاجه عن طريق الديمر من سداسي كلورو حلقي البنتادين بوجود كلوريد الألومنيوم.
الميريكس هو مبيد معدي للحشرات أي أنه يجب ابتلاعه من قبل الكائن الحي من أجل تسميمه، ويُرَكّز استخدام المبيدات الحشرية على جنوب شرق الولايات المتحدة لمكافحة النمل الناري المستورد (Solenopsis saevissima richteri وSolenopsis invicta)، حيث طُبِق ما يقارب 250000 كجم من الميريكس على الحقول بين عامي 1962-1975 (NRC US، 1978)، وكان معظم الميريكس على شكل «طُعْم ميريكس 4X»، والذي يتكون من 0.3٪ ميريكس في 14.7٪ من زيت فول الصويا الممزوج بفَرِيك عِرناس الذرة بنسبة 85٪، حيث صُمِّم استخدام الطُعْم 4X لتعطي تغطية تساوي 4.2 جم ميريكس/هِكْتار وتنثرها الطائرات أوطائرات الهليكوبتر أوالجرار، واستُخدمَ الطُعْم 1x و 2x كذلك، حُظِر استخدام الميريكس كمبيد للآفات في عام 1978، وحظرتْ اتفاقية استكهولم إنتاج واستخدام العديد من الملوثات العضوية الثابتة والميريكس هو واحد من «الدَزِّينَة القذرة».

## انحلال
من خصائص الكلوروكربونات أن الميريكس لا يحترق بسهولة، فمن المتوقع أن تشمل نواتج الاحتراق على ثاني أكسيد الكربون وأول أكسيد الكربون وكلوريد الهيدروجين والكلور والفوسجين وأنواع أخرى من الكلور العضوي، وينتج عن الأكسدة البطيئة الكلورديكون («كيبون») الذي يعد مبيد حشري ذو صلة إلا أنه محظور أيضًا في معظم أنحاء العالم الغربي؛ لكنه يتحلل بسهولة أكبر، وضوء الشمس يُحلل الميريكس بشكل أساسي إلى فوتوميريكس (8-ميريكس أحادي الهيدروجين)) وبعد ذلك جزئيًا إلى 2,8-ميريكس ثنائي الهيدروجين.

فوتوميريكس
2,8-ميريكس ثنائي الهيدروجين.

الميريكس مقاوم للغاية للانحلال الميكروبيولوجي، حيث أنه ينزع الكلور ببطء إلى أحادي الهيدروجين المشتق عن طريق الإجراء الميكروبي اللاهوائي في حمأة مياه الصرف الصحي وبواسطة البكتيريا المعوية، أما بالنسبة للانحلال بواسطة الكائنات الحية الدقيقة في التربة لم يُوصف.

## تراكم أحيائي وتضخيم أحيائي
الميريكس تراكمي للغاية وتعتمد قيمة تراكمهُ على التركيز ومدة التعرض، وهناك أدلة على تراكم الميريكس في السلاسل الغذائية المائية والأرضية إلى مستويات ضارة، فبعد 6 تطبيقات لطُعم الميريكس عند 1.4 كغم/هكتار عُثر على مستويات عالية من الميريكس في بعض الأنواع، حيث تحتوي دهون السلاحف على: 24.8 ملغم ميركس/كغم، والرفرافيات: 1.9 ملغم/كغم، ودهون القيوط: 6 ملغم/كغم، ودهون الأبسوم: 9.5 ملغم/كغم، ودهون الراكون: 73.9 ملغم/كغم، وفي نظام بيئي مثالي ذي واجهة أرضية مائية عولجت شتلات السورغوم بالميريكس بتركيز 1.1 كغم/هكتار، واليرقات التي تتغذى على هذه الشتلات وبرازها تلوث المياه التي تحتوي على الطحالب والقواقع وبرغوث الماء ويرقات البعوض والأسماك، وبعد 33 يومًا كانت قيمة التضخيم البيئي 219 للأسماك و 1165 للقواقع.
على الرغم أن المستويات البيئية العامة منخفضة، إلا أنها منتشرة على نطاق واسع في البيئة الحيوية وغير الحيوية، فكون الميريكس محب للدهون يُمتص بقوة بالرواسب.

## أمان
الميريكس متوسط السمية فقط في الدراسات التي أُجريت على الحيوانات بجرعة واحدة (تتراوح قيمة الجرعة المميتة الوسطية الفمويّة من 365-3000 ملغم/ كغم من وزن الجسم)، ويمكن أن يدخل الجسم عن طريق الاستنشاق والابتلاع وعن طريق الجلد، كما ترتبط الآثار الأكثر حساسية بشكل أساسي بالكبد بسبب التعرض المتكرر في الحيوانات، وقد لوحظت هذه الآثار عند جرعات منخفضة تصل إلى 1.0 ملغم/كغم في النظام الغذائي كالجرعة ذات القيمة 0.05 ملغم/كجم من وزن الجسم يوميًا وهي أقل جرعة اختُبرت، أما عند مستويات الجرعة الأعلى فيكون سامًا للجنين عند 25 ملغم/كغم في النظام الغذائي ومشوّهًا عند6.0 ملغم / كغم يوميًا، أما بالنسبة للنشاط الوراثي فلم يكن الميريكس نشطًا بشكل عام في الاختبارات قصيرة الأجل للنشاط الوراثي، كما أن هناك أدلة كافية على سرطنتها للفئران والجرذان،[بحاجة لمصدر] وتأخر ظهور الآثار السامة والوفيات هو نموذجي للتسمم بالميريكس،[بحاجة لمصدر] والميريكس سام لمجموعة من الكائنات المائية خاصة القشريات الحساسة.
الميريكس يحفز الاضطرابات الفسيولوجية والكيميائية الحيوية المزمنة المنتشرة في مختلف الفقاريات، ولم تنصح منظمة الأغذية والزراعة ومنظمة الصحة العالمية بتناول أي حد يومي مقبول للميريكس، كما قامت الوكالة الدولية لبحوث السرطان (IARC) عام 1979 بتقييم مخاطر الميريكس المسرطنة وخلصت إلى أن: «هناك أدلة كافية على تسرطنها للفئران والجرذان، وفي غياب بيانات كافية عن البشر واستنادًا إلى النتيجة المذكورة أعلاه يمكن القول أن لديها مخاطر مسرطنة على البشر أيضًا.»، ولا توجد بيانات عن الآثار الصحية للإنسان.[بحاجة لمصدر]

## آثار صحية
وفقا لتقرير وكالة تسجيل المواد السامة والأمراض (ATSDR) لعام 1995 فقد تسبب الميريكس في تغيرات دهنية في الكبد وفرط الاستثارة والتشنج وتثبيط التكاثر في الحيوانات، حيث يحدث اضطراب قوي في الغدد الصماء يتداخل مع الوظائف التي تتوسط فيها هرمون الإستروجين مثل الإباضة والحمل ونمو بطانة الرحم، كما أنه تسبب في سرطان الكبد عن طريق التفاعل مع هرمون الإستروجين في القوارض الإناث.